# Česká hokejová extraliga 2012/2013
Česká hokejová extraliga 2012/2013 byla 20. ročníkem nejvyšší hokejové soutěže v České republice. Soutěž začala 13. září 2012 a základní část skončila 26. února 2013. Play-off odstartovalo 1. března a mistr byl znám 21. dubna 2013. Titul z předchozí sezóny obhajoval celek z Pardubic. Mistrem se stal tým HC Škoda Plzeň.
Hlavním sponzorem soutěže byla sázková společnost Tipsport.

## Fakta
- 20. ročník samostatné české nejvyšší hokejové soutěže
- Nejlepší střelec základní části – Martin Růžička HC Oceláři Třinec (40 branek)
- Nejlepší nahrávač – Martin Růžička HC Oceláři Třinec (43 asistencí)
- Vítěz kanadského bodování – Martin Růžička HC Oceláři Třinec (83 bodů)
- Vítěz základní části – PSG Zlín

## Systém soutěže

### Základní část
Soutěže se účastnilo celkem 14 klubů. Ty se nejprve utkaly vzájemně 4× každý s každým (vždy dvakrát na svém hřišti a dvakrát na soupeřově hřišti). Po odehrání těchto 52 utkání se sestavila tabulka (vítězství bylo obodováno 3 body, vítězství v prodloužení či na samostatné nájezdy za 2 body, naopak porážka v prodloužení či na samostatné nájezdy za 1 bod a porážka v základní době nebyla bodována vůbec). Prvních šest týmů postoupilo do playoff přímo, týmy na 7. až 10. místě postoupily do předkola playoff a níže umístěné celky se utkaly ve skupině playout.

### Playoff
V předkole playoff se utkaly tým na 7. místě s týmem na 10. místě a tým na osmém místě s týmem na místě devátém. Do dalších bojů postoupil z dvojice předkola ten celek, který dříve dosáhl tří vítězství. Postoupivší týmy doplnily přímo postupujících šest týmů ve čtvrtfinále playoff, v němž se utkal 1. tým po základní části s týmem postupujícím z předkola, který byl po základní části hůře umístěn. Zbývající postupující z předkola se utkal s týmem na druhém místě a další dvojice vytvořily týmy na 3. a 6. místě, resp. na 4. a 5. místě. Z těchto čtyř dvojic postoupily do dalších bojů celky, jež dříve dosáhly čtyř vítězství. V semifinále se utkal tým postupující ze čtvrtfinále, který byl po základní části nejvýše postaven ze všech čtyř semifinalistů, s týmem postoupivším ze čtvrtfinále, který byl po základní části naopak nejhorším ze všech týmů, jenž do semifinále postoupily. Zbylé dva týmy utvořily druhou dvojici. Do finále postoupil z obou dvojic vždy ten celek, který dosáhl dříve čtyř vítězství. Finále se odehrálo na čtyři vítězná utkání a jeho vítěz získal titul mistra extraligy. Ve všech fázích playoff začínaly boje vždy dvěma utkáními na stadionu lépe postaveného týmu po základní části, dále následovala dvě utkání na hřišti hůře postaveného týmu (kromě předkola, kde mohlo být již po třech zápasech dané série rozhodnuto) a následně se – pokud bylo odehrání těchto utkání nutné – týmy v pořadatelství střídaly, a to vždy po jednom zápase, přičemž se vždy začínalo na hřišti lépe postaveného týmu po základní části.

### Playout
Do playout si celky přinesly bodové zisky a počty vstřelených i obdržených branek totožné se základní částí a následně se utkaly vzájemně mezi sebou, kdy každý z týmů odehrál 2 utkání s každým z týmů ve skupině playout (jednou coby hostitel utkání, podruhé co by hostující tým). Skupina play out měla tedy celkem 6 kol. Výsledky i bodové zisky (vítězství bylo bodováno 3 body, vítězství v prodloužení či na samostatné nájezdy za 2 body, naopak porážka v prodloužení či na samostatné nájezdy za 1 bod a porážka v základní době nebyla bodována vůbec) byly připočítány k ziskům po základní části a dva nejhorší týmy se utkali s vítěznými semifinalisty playoff první ligy v baráži o setrvání v extralize i pro příští sezónu.

### Baráž
V baráži se střetly dva nejhorší týmy extraligy (po odehrání zápasů skupiny playout) s vítěznými semifinalisty první ligy. Baráž se hrála formou čtyřčlenné skupiny hrané systémem čtyřkolově každý s každým (celkem 12 kol). 1. a 2. tým se pro následující ročník stal extraligovým a 3. a 4. klub si zahrály v následujícím roce 1. ligu.

## Kluby podle krajů
- Praha:
  - HC Slavia Praha
  - HC Sparta Praha
- Středočeský kraj:
  - Rytíři Kladno
- Plzeňský kraj:
  - HC Škoda Plzeň
- Karlovarský kraj:
  - HC Energie Karlovy Vary
- Pardubický kraj:
  - HC ČSOB Pojišťovna Pardubice
- Liberecký kraj:
  - Bílí Tygři Liberec
- Ústecký kraj:
  - HC Verva Litvínov
  - Piráti Chomutov
- Moravskoslezský kraj:
  - HC Oceláři Třinec
  - HC Vítkovice Steel
- Zlínský kraj:
  - PSG Zlín
- Jihočeský kraj:
  - HC Mountfield České Budějovice
- Jihomoravský kraj:
  - HC Kometa Brno

## Základní údaje
| Klub                           | Stadion                     | Hlavní trenér                                               | Kapitán          | Kapacita |
| ------------------------------ | --------------------------- | ----------------------------------------------------------- | ---------------- | -------- |
| HC Slavia Praha                | O2 arena                    | Vladimír Růžička                                            | Petr Kadlec      | 17 500   |
| HC Sparta Praha                | Tipsport Arena              | Richard Žemlička později Václav Sýkora později Josef Jandač | Michal Broš      | 12 950   |
| HC ČSOB Pojišťovna Pardubice   | ČEZ Arena                   | Pavel Hynek později Mojmír Trličík později Miloš Říha       | Václav Kočí      | 10 194   |
| HC Vítkovice Steel             | ČEZ Aréna                   | Mojmír Trličík později Peter Oremus                         | Jiří Burger      | 9 568    |
| Rytíři Kladno                  | Městský zimní stadion       | Zdeněk Vojta                                                | Pavel Patera     | 8 600    |
| HC Škoda Plzeň                 | ČEZ Aréna                   | Milan Razým                                                 | Martin Straka    | 8 470    |
| Bílí Tygři Liberec             | Tipsport Arena              | Pavel Hynek                                                 | Petr Nedvěd      | 7 500    |
| HC Kometa Brno                 | Kajot Arena                 | Zdeněk Venera později Vladimír Kýhos                        | Radim Bičánek    | 7 200    |
| PSG Zlín                       | Zimní stadion Luďka Čajky   | Rostislav Vlach                                             | Petr Čajánek     | 7 000    |
| HC Verva Litvínov              | Zimní stadion Ivana Hlinky  | Vladimír Jeřábek                                            | Michal Trávníček | 7 000    |
| HC Mountfield České Budějovice | Budvar aréna                | Peter Draisaitl                                             | František Ptáček | 6 421    |
| HC Energie Karlovy Vary        | KV Arena                    | Vladimír Kýhos později Richard Žemlička                     | Václav Skuhravý  | 6 024    |
| HC Oceláři Třinec              | Werk Arena                  | Josef Turek                                                 | Radek Bonk       | 5 200    |
| Piráti Chomutov                | Multifunkční aréna Chomutov | Jiří Doležal, Mikuláš Antonik později Jiří Čelanský         | Milan Kraft      | 5 250    |

## Změny trenérů před sezonou 2012–2013
| Jméno             | odkud                          | Kam                            |
| ----------------- | ------------------------------ | ------------------------------ |
| Josef Jandač      | HC Sparta Praha                | HC Lev Praha                   |
| Marian Jelínek    | HC Škoda Plzeň                 | Bílí Tygři Liberec             |
| Jiří Kalous       | Bílí Tygři Liberec             | HC Lev Praha                   |
| Peter Draisaitl   | Thomas Sabo Ice Tigers         | HC Mountfield České Budějovice |
| František Výborný | HC Mountfield České Budějovice | BK Mladá Boleslav              |
| Jan Tlačil        | HC Oceláři Třinec              | neznámo                        |
| Josef Turek       | PSG Zlín                       | HC Oceláři Třinec              |

## Změny trenérů v průběhu sezony 2012–2013
| Jméno            | odkud                        | Kam                          |
| ---------------- | ---------------------------- | ---------------------------- |
| Richard Žemlička | HC Sparta Praha              | HC Energie Karlovy Vary      |
| Václav Sýkora    | Piráti Chomutov              | HC Sparta Praha              |
| Marian Jelínek   | Bílí Tygři Liberec           | BK Mladá Boleslav            |
| Vladimír Kýhos   | HC Energie Karlovy Vary      | HC Kometa Brno               |
| Josef Jandač     | HC Lev Praha                 | HC Sparta Praha              |
| Václav Sýkora    | HC Sparta Praha              | HC Lev Praha                 |
| Pavel Hynek      | HC ČSOB Pojišťovna Pardubice | Bílí Tygři Liberec           |
| Mojmír Trličík   | HC Vítkovice Steel           | HC ČSOB Pojišťovna Pardubice |
| Peter Oremus     | HK 36 Skalica                | HC Vítkovice Steel           |
| Jiří Doležal     | Piráti Chomutov              | SK Kadaň                     |
| Mojmír Trličík   | HC ČSOB Pojišťovna Pardubice | neznámo                      |
| Miloš Říha       | SKA Petrohrad                | HC ČSOB Pojišťovna Pardubice |
| Filip Pešán      | Bílí Tygři Liberec           | neznámo                      |
| Zdeněk Venera    | HC Kometa Brno               | HC ČSOB Pojišťovna Pardubice |

## Hvězdy týdne
Internetový portál iDNES.cz vyhlašuje za každý odehraný týden hráče, jehož tituluje „Hvězda týdne“:
| Týden     | Hráč               | Klub                           | Zdroj |
| --------- | ------------------ | ------------------------------ | ----- |
| 1. týden  | Martin Růžička     | HC Oceláři Třinec              |       |
| 2. týden  | Tomáš Plekanec     | Rytíři Kladno                  |       |
| 3. týden  | Jaromír Jágr       | Rytíři Kladno                  |       |
| 4. týden  | Antonín Honejsek   | PSG Zlín                       |       |
| 5. týden  | Martin Růžička     | HC Oceláři Třinec              |       |
| 6. týden  | Michael Frolík     | Piráti Chomutov                |       |
| 7. týden  | Jaromír Jágr       | Rytíři Kladno                  |       |
| 8. týden  | Tomáš Plekanec     | Rytíři Kladno                  |       |
| 9. týden  | Václav Prospal     | HC Mountfield České Budějovice |       |
| 10. týden | Jaromír Jágr       | Rytíři Kladno                  |       |
| 11. týden | Aleš Kotalík       | HC Mountfield České Budějovice |       |
| 12. týden | Filip Kuba         | HC Vítkovice Steel             |       |
| 13. týden | Tomáš Závorka      | HC Energie Karlovy Vary        |       |
| 14. týden | Jaroslav Bednář    | HC Slavia Praha                |       |
| 15. týden | Marcel Melicherčík | HC Sparta Praha                |       |
| 16. týden | Jakub Kovář        | HC Mountfield České Budějovice |       |
| 17. týden | Vladimír Svačina   | HC Vítkovice Steel             |       |
| 18. týden | František Lukeš    | HC Verva Litvínov              |       |
| 19. týden | Martin Růžička     | HC Oceláři Třinec              |       |

## Konečná tabulka základní části
| Poř. | Tým                            | Z  | V  | VP | PP | P  | VG  | OG  | B  |
| ---- | ------------------------------ | -- | -- | -- | -- | -- | --- | --- | -- |
| 1.   | PSG Zlín                       | 52 | 25 | 7  | 5  | 15 | 158 | 137 | 94 |
| 2.   | HC Slavia Praha                | 52 | 23 | 11 | 3  | 15 | 138 | 111 | 94 |
| 3.   | HC Škoda Plzeň (C)             | 52 | 21 | 9  | 8  | 14 | 160 | 131 | 89 |
| 4.   | HC Oceláři Třinec              | 52 | 24 | 5  | 4  | 19 | 196 | 159 | 86 |
| 5.   | HC Sparta Praha                | 52 | 24 | 5  | 4  | 19 | 171 | 149 | 86 |
| 6.   | HC Verva Litvínov              | 52 | 20 | 9  | 5  | 18 | 162 | 148 | 83 |
| 7.   | Rytíři Kladno                  | 52 | 23 | 1  | 6  | 22 | 142 | 146 | 77 |
| 8.   | HC Mountfield České Budějovice | 52 | 19 | 8  | 3  | 22 | 135 | 149 | 76 |
| 9.   | HC Vítkovice Steel             | 52 | 22 | 2  | 5  | 23 | 141 | 151 | 75 |
| 10.  | HC ČSOB Pojišťovna Pardubice   | 52 | 21 | 2  | 6  | 23 | 155 | 161 | 73 |
| 11.  | HC Kometa Brno                 | 52 | 17 | 6  | 9  | 20 | 149 | 158 | 72 |
| 12.  | HC Energie Karlovy Vary        | 52 | 19 | 2  | 6  | 25 | 133 | 148 | 67 |
| 13.  | Bílí Tygři Liberec             | 52 | 15 | 3  | 12 | 22 | 137 | 178 | 63 |
| 14.  | Piráti Chomutov (N)            | 52 | 11 | 10 | 4  | 27 | 127 | 178 | 57 |

| Vysvětlivka                         |
| ----------------------------------- |
| Přímý postup do čtvrtfinále playoff |
| Postup do předkola playoff          |
| Účastník play out                   |

Poznámky:
- (C) = držitel mistrovského titulu, (N) = nováček (minulou sezónu hrál nižší soutěž a postoupil)
- V případě rovnosti bodů rozhodovala bilance vzájemných zápasů.

## Nejproduktivnější hráči základní části
Toto je konečné pořadí hráčů podle dosažených bodů. Za jeden vstřelený gól nebo přihrávku na gól hráč získal jeden bod.
| Poř. | Hráč            | Tým                     | Z  | G  | A  | B  | TM  | +/- |
| ---- | --------------- | ----------------------- | -- | -- | -- | -- | --- | --- |
| 1.   | Martin Růžička  | HC Oceláři Třinec       | 52 | 40 | 43 | 83 | 18  | -10 |
| 2.   | Viktor Hübl     | HC Verva Litvínov       | 52 | 22 | 36 | 58 | 62  | 14  |
| 3.   | Jaromír Jágr    | Rytíři Kladno           | 34 | 24 | 33 | 57 | 28  | 22  |
| 4.   | Lukáš Pech      | HC Energie Karlovy Vary | 51 | 22 | 35 | 57 | 50  | 8   |
| 5.   | Milan Gulaš     | HC Škoda Plzeň          | 44 | 27 | 28 | 55 | 28  | 27  |
| 6.   | František Lukeš | HC Verva Litvínov       | 50 | 26 | 28 | 54 | 36  | 13  |
| 7.   | Martin Straka   | HC Škoda Plzeň          | 47 | 15 | 39 | 54 | 18  | 26  |
| 8.   | Petr Nedvěd     | Bílí Tygři Liberec      | 48 | 20 | 33 | 53 | 151 | -14 |
| 9.   | Tomáš Vlasák    | HC Škoda Plzeň          | 45 | 17 | 35 | 52 | 12  | 17  |
| 10.  | Jan Kovář       | HC Škoda Plzeň          | 52 | 17 | 34 | 51 | 66  | 10  |

## Nejproduktivnější hráči playoff
Toto je konečné pořadí hráčů podle dosažených bodů. Za jeden vstřelený gól nebo přihrávku na gól hráč získal jeden bod.
| Poř. | Hráč             | Tým                | Z  | G  | A  | B  | TM | +/- |
| ---- | ---------------- | ------------------ | -- | -- | -- | -- | -- | --- |
| 1.   | Jan Kovář        | HC Škoda Plzeň     | 20 | 11 | 15 | 26 | 12 | 12  |
| 2.   | Martin Straka    | HC Škoda Plzeň     | 20 | 8  | 12 | 20 | 8  | 6   |
| 3.   | Martin Adamský   | HC Oceláři Třinec  | 13 | 8  | 7  | 15 | 26 | 7   |
| 4.   | Ondřej Kratěna   | HC Škoda Plzeň     | 17 | 6  | 7  | 13 | 2  | 4   |
| 5.   | Petr Leška       | PSG Zlín           | 19 | 6  | 6  | 12 | 14 | 0   |
| 6.   | Vladimír Svačina | HC Vítkovice Steel | 11 | 3  | 9  | 12 | 4  | 4   |
| 7.   | Petr Čajánek     | PSG Zlín           | 19 | 2  | 10 | 12 | 26 | 5   |
| 8.   | Vladimír Růžička | HC Slavia Praha    | 11 | 6  | 5  | 11 | 10 | 0   |
| 9.   | Nicholas Johnson | HC Škoda Plzeň     | 15 | 6  | 4  | 10 | 18 | 0   |
| 10.  | Lukáš Zíb        | HC Oceláři Třinec  | 13 | 5  | 5  | 10 | 16 | 9   |

## Pavouk play off
|  | Čtvrtfinále        | Čtvrtfinále       |                 |   | Semifinále | Semifinále |  |  | Finále | Finále |
|  |                    |                   |                 |   |            |            |  |  |        |        |
|  |                    |                   |                 |   |            |            |  |  |        |        |
|  | PSG Zlín           | 4                 |                 |   |            |            |  |  |        |        |
|  | PSG Zlín           | 4                 |                 |   |            |            |  |  |        |        |
|  | HC Vítkovice Steel | 2                 |                 |   |            |            |  |  |        |        |
|  | HC Vítkovice Steel | 2                 | PSG Zlín        | 4 |            |            |  |  |        |        |
|  |                    |                   | PSG Zlín        | 4 |            |            |  |  |        |        |
|  |                    | HC Oceláři Třinec | 2               |   |            |            |  |  |        |        |
|  | HC Oceláři Třinec  | HC Oceláři Třinec | 2               | 4 |            |            |  |  |        |        |
|  | HC Oceláři Třinec  |                   |                 | 4 |            |            |  |  |        |        |
|  | HC Sparta Praha    | 3                 |                 |   |            |            |  |  |        |        |
|  | HC Sparta Praha    | 3                 | PSG Zlín        | 3 |            |            |  |  |        |        |
|  |                    |                   | PSG Zlín        | 3 |            |            |  |  |        |        |
|  |                    | HC Škoda Plzeň    | 4               |   |            |            |  |  |        |        |
|  | HC Slavia Praha    | HC Škoda Plzeň    | 4               | 4 |            |            |  |  |        |        |
|  | HC Slavia Praha    |                   |                 | 4 |            |            |  |  |        |        |
|  | Rytíři Kladno      | 1                 |                 |   |            |            |  |  |        |        |
|  | Rytíři Kladno      | 1                 | HC Slavia Praha | 2 |            |            |  |  |        |        |
|  |                    |                   | HC Slavia Praha | 2 |            |            |  |  |        |        |
|  |                    | HC Škoda Plzeň    | 4               |   |            |            |  |  |        |        |
|  | HC Škoda Plzeň     | HC Škoda Plzeň    | 4               | 4 |            |            |  |  |        |        |
|  | HC Škoda Plzeň     |                   |                 | 4 |            |            |  |  |        |        |
|  | HC Verva Litvínov  | 3                 |                 |   |            |            |  |  |        |        |
|  | HC Verva Litvínov  | 3                 |                 |   |            |            |  |  |        |        |

### Předkolo

#### Rytíři Kladno(7.) –HC ČSOB Pojišťovna Pardubice(10.)
1. utkání
| 1. března 2013 | Rytíři Kladno | 2:1             | HC ČSOB Pojišťovna Pardubice | Městský zimní stadion (Kladno) |
| 17:30          | Rytíři Kladno | (0:0, 1:1, 1:0) | HC ČSOB Pojišťovna Pardubice |                                |

| Souhrn zápasu Report | Souhrn zápasu Report                  | Souhrn zápasu Report | Souhrn zápasu Report | Souhrn zápasu Report                                 |
| -------------------- | ------------------------------------- | -------------------- | -------------------- | ---------------------------------------------------- |
|                      | 36:26 Jan Piskáček 44:44 Jakub Valský |                      | 25:36 Tomáš Zohorna  | Diváků: 4 150 Rozhodčí: Vladimír Šindler, Jan Hribik |

2. utkání
| 2. března 2013 | Rytíři Kladno | 3:2 (PP)              | HC ČSOB Pojišťovna Pardubice | Městský zimní stadion (Kladno) |
| 17:30          | Rytíři Kladno | (0:0, 1:1, 1:1 - 1:0) | HC ČSOB Pojišťovna Pardubice |                                |

| Souhrn zápasu Report | Souhrn zápasu Report                                        | Souhrn zápasu Report | Souhrn zápasu Report                | Souhrn zápasu Report                              |
| -------------------- | ----------------------------------------------------------- | -------------------- | ----------------------------------- | ------------------------------------------------- |
|                      | 26:45 Miloslav Hořava 56:26 Pavel Patera 64:23 Jakub Valský |                      | 26:59 Jan Semorád 53:36 Tomáš Nosek | Diváků: 4 616 Rozhodčí: Pavel Hodek, Martin Fraňo |

3. utkání
| 4. března 2013 | HC ČSOB Pojišťovna Pardubice | 3:1             | Rytíři Kladno | ČEZ Arena |
| 18:15          | HC ČSOB Pojišťovna Pardubice | (1:1, 0:0, 2:0) | Rytíři Kladno |           |

| Souhrn zápasu Report | Souhrn zápasu Report                                       | Souhrn zápasu Report | Souhrn zápasu Report  | Souhrn zápasu Report                                 |
| -------------------- | ---------------------------------------------------------- | -------------------- | --------------------- | ---------------------------------------------------- |
|                      | 09:31 Pavel Brendl 51:27 Robert Kousal 59:48 Martin Bartek |                      | 04:05 Miloslav Hořava | Diváků: 8 328 Rozhodčí: Antonín Jeřábek, Milan Minář |

4. utkání
| 5. března 2013 | HC ČSOB Pojišťovna Pardubice | 3:2 (SN)                    | Rytíři Kladno | ČEZ Arena |
| 18:15          | HC ČSOB Pojišťovna Pardubice | (1:0, 0:1, 1:1 - 0:0 - 1:0) | Rytíři Kladno |           |

| Souhrn zápasu Report | Souhrn zápasu Report                                               | Souhrn zápasu Report | Souhrn zápasu Report                  | Souhrn zápasu Report                                |
| -------------------- | ------------------------------------------------------------------ | -------------------- | ------------------------------------- | --------------------------------------------------- |
|                      | 12:06 Radovan Somík 42:12 Jan Semorád rozhodující SN Tomáš Zohorna |                      | 29:00 Pavel Patera 51:19 Jiří Kuchler | Diváků: 7 448 Rozhodčí: Vladimír Šindler, Robin Šír |

5. utkání
| 7. března 2013 | Rytíři Kladno | 1:0             | HC ČSOB Pojišťovna Pardubice | Městský zimní stadion (Kladno) |
| 17:10          | Rytíři Kladno | (0:0, 1:0, 0:0) | HC ČSOB Pojišťovna Pardubice |                                |

| Souhrn zápasu Report | Souhrn zápasu Report | Souhrn zápasu Report | Souhrn zápasu Report | Souhrn zápasu Report                            |
| -------------------- | -------------------- | -------------------- | -------------------- | ----------------------------------------------- |
|                      | 31:41 Koba Jass      |                      |                      | Diváků: 6 108 Rozhodčí: Jan Hribik, Roman Polák |

Do čtvrtfinále postoupil tým Rytíři Kladno, když zvítězil 3:2 na zápasy.

#### HC Mountfield České Budějovice(8.) –HC Vítkovice Steel(9.)
1. utkání
| 1. března 2013 | HC Mountfield České Budějovice | 3:0             | HC Vítkovice Steel | Budvar aréna |
| 17:30          | HC Mountfield České Budějovice | (1:0, 1:0, 1:0) | HC Vítkovice Steel |              |

| Souhrn zápasu Report | Souhrn zápasu Report                                     | Souhrn zápasu Report | Souhrn zápasu Report | Souhrn zápasu Report                             |
| -------------------- | -------------------------------------------------------- | -------------------- | -------------------- | ------------------------------------------------ |
|                      | 12:20 Peter Frühauf 25:33 Tomáš Mertl 54:27 Jiří Šimánek |                      |                      | Diváků: 4 508 Rozhodčí: Milan Minář, Pavel Hodek |

2. utkání
| 2. března 2013 | HC Mountfield České Budějovice | 0:4             | HC Vítkovice Steel | Budvar aréna |
| 17:00          | HC Mountfield České Budějovice | (0:1, 0:2, 0:1) | HC Vítkovice Steel |              |

| Souhrn zápasu Report | Souhrn zápasu Report | Souhrn zápasu Report | Souhrn zápasu Report                                                  | Souhrn zápasu Report                                 |
| -------------------- | -------------------- | -------------------- | --------------------------------------------------------------------- | ---------------------------------------------------- |
|                      |                      |                      | 15:13 Denis Rehák 21:05 Petr Strapáč 35:59 Jan Káňa 41:23 Rudolf Huna | Diváků: 5 035 Rozhodčí: Antonín Jeřábek, René Hradil |

3. utkání
| 4. března 2013 | HC Vítkovice Steel | 1:2             | HC Mountfield České Budějovice | ČEZ Aréna (Ostrava) |
| 17:00          | HC Vítkovice Steel | (0:0, 0:1, 1:1) | HC Mountfield České Budějovice |                     |

| Souhrn zápasu Report | Souhrn zápasu Report | Souhrn zápasu Report | Souhrn zápasu Report                       | Souhrn zápasu Report                             |
| -------------------- | -------------------- | -------------------- | ------------------------------------------ | ------------------------------------------------ |
|                      | 56:10 Jan Káňa       |                      | 39:56 Martin Podlešák 45:28 Vladimír Škoda | Diváků: 6 167 Rozhodčí: Jan Hribik, Martin Fraňo |

4. utkání
| 5. března 2013 | HC Vítkovice Steel | 5:1             | HC Mountfield České Budějovice | ČEZ Aréna (Ostrava) |
| 18:15          | HC Vítkovice Steel | (2:0, 2:0, 1:1) | HC Mountfield České Budějovice |                     |

| Souhrn zápasu Report | Souhrn zápasu Report                                                                            | Souhrn zápasu Report | Souhrn zápasu Report | Souhrn zápasu Report                                 |
| -------------------- | ----------------------------------------------------------------------------------------------- | -------------------- | -------------------- | ---------------------------------------------------- |
|                      | 06:40 Jiří Burger 13:22 Rudolf Huna 32:53 Vladimír Svačina 39:40 Rudolf Huna 53:22 Roman Szturc |                      | 43:37 Tomáš Knotek   | Diváků: 5 135 Rozhodčí: Milan Minář, Antonín Jeřábek |

5. utkání
| 7. března 2013 | HC Mountfield České Budějovice | 2:3 (PP3)                       | HC Vítkovice Steel | Budvar aréna |
| 17:30          | HC Mountfield České Budějovice | (1:1, 1:1, 0:0 - 0:0, 0:0, 0:1) | HC Vítkovice Steel |              |

| Souhrn zápasu Report | Souhrn zápasu Report                        | Souhrn zápasu Report | Souhrn zápasu Report                                   | Souhrn zápasu Report                                  |
| -------------------- | ------------------------------------------- | -------------------- | ------------------------------------------------------ | ----------------------------------------------------- |
|                      | 05:50 Michal Švihálek 28:12 Michal Švihálek |                      | 11:22 Petr Strapáč 31:21 Jan Káňa 113:51 Peter Húževka | Diváků: 5 306 Rozhodčí: Pavel Hodek, Vladimír Šindler |

Pátý zápas série mezi HC Mountfield České Budějovice a HC Vítkovice Steel se stal nejdelším zápasem v historii československé nebo české nejvyšší hokejové soutěže. Rozhodující gól padl ve 3. prodloužení v čase 113:51.
Do čtvrtfinále postoupil tým HC Vítkovice Steel, když zvítězil 3:2 na zápasy.

### Čtvrtfinále

#### PSG Zlín(1.) –HC Vítkovice Steel(9.)
1. utkání
| 10. března 2013 | PSG Zlín | 3:1             | HC Vítkovice Steel | Zimní stadion Luďka Čajky |
| 17:00           | PSG Zlín | (0:0, 2:0, 1:1) | HC Vítkovice Steel |                           |

| Souhrn zápasu Report | Souhrn zápasu Report                                        | Souhrn zápasu Report | Souhrn zápasu Report   | Souhrn zápasu Report                                  |
| -------------------- | ----------------------------------------------------------- | -------------------- | ---------------------- | ----------------------------------------------------- |
|                      | 29:54 Tomáš Linhart 33:57 Petr Holík 53:36 Antonín Honejsek |                      | 45:49 Vladimír Svačina | Diváků: 6 663 Rozhodčí: René Hradil, Vladimír Šindler |

2. utkání
| 11. března 2013 | PSG Zlín | 2:1             | HC Vítkovice Steel | Zimní stadion Luďka Čajky |
| 18:15           | PSG Zlín | (0:1, 1:0, 1:0) | HC Vítkovice Steel |                           |

| Souhrn zápasu Report | Souhrn zápasu Report                          | Souhrn zápasu Report | Souhrn zápasu Report | Souhrn zápasu Report                            |
| -------------------- | --------------------------------------------- | -------------------- | -------------------- | ----------------------------------------------- |
|                      | 29:05 Antonín Honejsek 47:25 Antonín Honejsek |                      | 05:14 Jiří Burger    | Diváků: 4 998 Rozhodčí: Jan Hribik, Pavel Hodek |

3. utkání
| 14. března 2013 | HC Vítkovice Steel | 4:3             | PSG Zlín | ČEZ Aréna (Ostrava) |
| 17:00           | HC Vítkovice Steel | (0:1, 0:2, 4:0) | PSG Zlín |                     |

| Souhrn zápasu Report | Souhrn zápasu Report                                                        | Souhrn zápasu Report | Souhrn zápasu Report                                        | Souhrn zápasu Report                                  |
| -------------------- | --------------------------------------------------------------------------- | -------------------- | ----------------------------------------------------------- | ----------------------------------------------------- |
|                      | 41:20 Ondřej Roman 49:00 Peter Húževka 51:57 Rudolf Huna 57:38 Ondřej Roman |                      | 11:29 Ondřej Veselý 21:13 Ondřej Veselý 39:14 Ondřej Veselý | Diváků: 8 166 Rozhodčí: Milan Minář, Vladimír Šindler |

4. utkání
| 15. března 2013 | HC Vítkovice Steel | 5:4 (PP)              | PSG Zlín | ČEZ Aréna (Ostrava) |
| 18:15           | HC Vítkovice Steel | (0:1, 3:1, 1:2 - 1:0) | PSG Zlín |                     |

| Souhrn zápasu Report | Souhrn zápasu Report                                                                               | Souhrn zápasu Report | Souhrn zápasu Report                                                          | Souhrn zápasu Report                             |
| -------------------- | -------------------------------------------------------------------------------------------------- | -------------------- | ----------------------------------------------------------------------------- | ------------------------------------------------ |
|                      | 27:14 Peter Húževka 32:41 Vladimír Svačina 37:18 Ondřej Roman 59:20 Petr Strapáč 63:08 Jiří Burger |                      | 07:22 Zdeněk Okál 25:12 Antonín Honejsek 46:24 Petr Leška 55:50 Ondřej Veselý | Diváků: 8 761 Rozhodčí: Pavel Hodek, Petr Lacina |

5. utkání
| 17. března 2013 | PSG Zlín | 4:0             | HC Vítkovice Steel | Zimní stadion Luďka Čajky |
| 18:15           | PSG Zlín | (0:0, 4:0, 0:0) | HC Vítkovice Steel |                           |

| Souhrn zápasu Report | Souhrn zápasu Report                                                            | Souhrn zápasu Report | Souhrn zápasu Report | Souhrn zápasu Report                                  |
| -------------------- | ------------------------------------------------------------------------------- | -------------------- | -------------------- | ----------------------------------------------------- |
|                      | 22:15 Radim Tesařík 22:38 Radim Tesařík 33:46 Martin Hamrlík 35:09 Petr Čajánek |                      |                      | Diváků: 5 615 Rozhodčí: René Hradil, Vladimír Šindler |

6. utkání
| 19. března 2013 | HC Vítkovice Steel | 0:1             | PSG Zlín | ČEZ Aréna (Ostrava) |
| 18:15           | HC Vítkovice Steel | (0:0, 0:0, 0:1) | PSG Zlín |                     |

| Souhrn zápasu Report | Souhrn zápasu Report | Souhrn zápasu Report | Souhrn zápasu Report | Souhrn zápasu Report                                  |
| -------------------- | -------------------- | -------------------- | -------------------- | ----------------------------------------------------- |
|                      |                      |                      | 52:23 Zdeněk Okál    | Diváků: 9 031 Rozhodčí: Milan Minář, Vladimír Šindler |

Do semifinále postoupil tým PSG Zlín, když zvítězil 4:2 na zápasy.

#### HC Slavia Praha(2.) –Rytíři Kladno(7.)
1. utkání
| 10. března 2013 | HC Slavia Praha | 4:0             | Rytíři Kladno | O2 arena |
| 17:00           | HC Slavia Praha | (1:0, 1:0, 2:0) | Rytíři Kladno |          |

| Souhrn zápasu Report | Souhrn zápasu Report                                                        | Souhrn zápasu Report | Souhrn zápasu Report | Souhrn zápasu Report                                      |
| -------------------- | --------------------------------------------------------------------------- | -------------------- | -------------------- | --------------------------------------------------------- |
|                      | 09:46 Lukáš Krenželok 36:01 David Skokan 51:17 Jan Alinč 52:28 David Skokan |                      |                      | Diváků: 7 083 Rozhodčí: Radek Husička, František Kalivoda |

2. utkání
| 11. března 2013 | HC Slavia Praha | 3:1             | Rytíři Kladno | O2 arena |
| 18:15           | HC Slavia Praha | (1:1, 1:0, 1:0) | Rytíři Kladno |          |

| Souhrn zápasu Report | Souhrn zápasu Report                                          | Souhrn zápasu Report | Souhrn zápasu Report | Souhrn zápasu Report                                  |
| -------------------- | ------------------------------------------------------------- | -------------------- | -------------------- | ----------------------------------------------------- |
|                      | 05:26 Vladimír Růžička 36:41 Petr Jeslínek 59:19 Marek Tomica |                      | 16:38 Jakub Valský   | Diváků: 6 676 Rozhodčí: René Hradil, Vladimír Šindler |

3. utkání
| 14. března 2013 | Rytíři Kladno | 1:0             | HC Slavia Praha | Městský zimní stadion (Kladno) |
| 17:30           | Rytíři Kladno | (0:0, 0:0, 1:0) | HC Slavia Praha |                                |

| Souhrn zápasu Report | Souhrn zápasu Report | Souhrn zápasu Report | Souhrn zápasu Report | Souhrn zápasu Report                                |
| -------------------- | -------------------- | -------------------- | -------------------- | --------------------------------------------------- |
|                      | 47:38 Jan Dalecký    |                      |                      | Diváků: 4 118 Rozhodčí: Jan Hribik, Antonín Jeřábek |

4. utkání
| 15. března 2013 | Rytíři Kladno | 1:5             | HC Slavia Praha | Městský zimní stadion (Kladno) |
| 17:30           | Rytíři Kladno | (0:2, 0:3, 1:0) | HC Slavia Praha |                                |

| Souhrn zápasu Report | Souhrn zápasu Report | Souhrn zápasu Report | Souhrn zápasu Report                                                                             | Souhrn zápasu Report                           |
| -------------------- | -------------------- | -------------------- | ------------------------------------------------------------------------------------------------ | ---------------------------------------------- |
|                      | 53:49 Koba Jass      |                      | 12:44 Vladimír Růžička 13:34 Marek Tomica 21:19 Vladimír Růžička 28:24 Jan Holub 36:36 Jan Holub | Diváků: 5 429 Rozhodčí: Milan Minář, Robin Šír |

5. utkání
| 18. března 2013 | HC Slavia Praha | 4:0             | Rytíři Kladno | O2 arena |
| 18:15           | HC Slavia Praha | (0:0, 2:0, 2:0) | Rytíři Kladno |          |

| Souhrn zápasu Report | Souhrn zápasu Report                                                              | Souhrn zápasu Report | Souhrn zápasu Report | Souhrn zápasu Report                                         |
| -------------------- | --------------------------------------------------------------------------------- | -------------------- | -------------------- | ------------------------------------------------------------ |
|                      | 29:38 Tomáš Micka 38:17 Lukáš Žejdl 53:25 Vladimír Růžička 54:27 Vladimír Růžička |                      |                      | Diváků: 6 386 Rozhodčí: František Kalivoda, Vladimír Šindler |

Do semifinále postoupil tým HC Slavia Praha, když zvítězil 4:1 na zápasy.

#### HC Škoda Plzeň(3.) –HC Verva Litvínov(6.)
1. utkání
| 8. března 2013 | HC Škoda Plzeň | 0:1             | HC Verva Litvínov | ČEZ Aréna |
| 17:30          | HC Škoda Plzeň | (0:0, 0:1, 0:0) | HC Verva Litvínov |           |

| Souhrn zápasu Report | Souhrn zápasu Report | Souhrn zápasu Report | Souhrn zápasu Report  | Souhrn zápasu Report                            |
| -------------------- | -------------------- | -------------------- | --------------------- | ----------------------------------------------- |
|                      |                      |                      | 20:43 František Lukeš | Diváků: 6 854 Rozhodčí: Jan Hribik, Milan Minář |

2. utkání
| 9. března 2013 | HC Škoda Plzeň | 2:1             | HC Verva Litvínov | ČEZ Aréna |
| 19:00          | HC Škoda Plzeň | (1:1, 0:0, 1:0) | HC Verva Litvínov |           |

| Souhrn zápasu Report | Souhrn zápasu Report                    | Souhrn zápasu Report | Souhrn zápasu Report | Souhrn zápasu Report                              |
| -------------------- | --------------------------------------- | -------------------- | -------------------- | ------------------------------------------------- |
|                      | 06:56 Jiří Hanzlík 48:56 Ondřej Kratěna |                      | 03:21 Juraj Majdan   | Diváků: 6 038 Rozhodčí: Martin Fraňo, Roman Polák |

3. utkání
| 12. března 2013 | HC Verva Litvínov | 3:0             | HC Škoda Plzeň | Zimní stadion Ivana Hlinky |
| 17:30           | HC Verva Litvínov | (1:0, 1:0, 1:0) | HC Škoda Plzeň |                            |

| Souhrn zápasu Report | Souhrn zápasu Report                                              | Souhrn zápasu Report | Souhrn zápasu Report | Souhrn zápasu Report                                     |
| -------------------- | ----------------------------------------------------------------- | -------------------- | -------------------- | -------------------------------------------------------- |
|                      | 09:03 Rostislav Martynek 25:09 Martin Ručinský 58:44 Juraj Majdan |                      |                      | Diváků: 7 000 Rozhodčí: Vladimír Pešina, Antonín Jeřábek |

4. utkání
| 13. března 2013 | HC Verva Litvínov | 3:4 (SN)                    | HC Škoda Plzeň | Zimní stadion Ivana Hlinky |
| 17:30           | HC Verva Litvínov | (0:0, 1:1, 2:2 - 0:0 - 0:2) | HC Škoda Plzeň |                            |

| Souhrn zápasu Report | Souhrn zápasu Report                                      | Souhrn zápasu Report | Souhrn zápasu Report                                                                       | Souhrn zápasu Report                            |
| -------------------- | --------------------------------------------------------- | -------------------- | ------------------------------------------------------------------------------------------ | ----------------------------------------------- |
|                      | 32:19 Karel Kubát 46:52 Viktor Hübl 54:32 František Lukeš |                      | 34:16 Nicholas Johnson 50:01 Jan Kovář 51:18 Václav Pletka rozhodující SN Nicholas Johnson | Diváků: 6 550 Rozhodčí: Jan Hribik, Petr Lacina |

5. utkání
| 16. března 2013 | HC Škoda Plzeň | 1:2 (SN)                    | HC Verva Litvínov | ČEZ Aréna |
| 18:15           | HC Škoda Plzeň | (0:0, 1:0, 0:1 - 0:0 - 1:2) | HC Verva Litvínov |           |

| Souhrn zápasu Report | Souhrn zápasu Report | Souhrn zápasu Report | Souhrn zápasu Report                             | Souhrn zápasu Report                              |
| -------------------- | -------------------- | -------------------- | ------------------------------------------------ | ------------------------------------------------- |
|                      | 29:54 Jan Kovář      |                      | 48:19 František Lukeš rozhodující SN Robin Hanzl | Diváků: 7 508 Rozhodčí: Martin Fraňo, Pavel Hodek |

6. utkání
| 18. března 2013 | HC Verva Litvínov | 2:5             | HC Škoda Plzeň | Zimní stadion Ivana Hlinky |
| 17:30           | HC Verva Litvínov | (1:1, 1:2, 0:2) | HC Škoda Plzeň |                            |

| Souhrn zápasu Report | Souhrn zápasu Report                | Souhrn zápasu Report | Souhrn zápasu Report                                                                           | Souhrn zápasu Report                              |
| -------------------- | ----------------------------------- | -------------------- | ---------------------------------------------------------------------------------------------- | ------------------------------------------------- |
|                      | 09:17 Kamil Piroš 28:09 Jakub Černý |                      | 18:53 Jan Kovář 29:30 Martin Straka 39:26 Nicholas Johnson 41:26 Jakub Lev 42:15 Martin Straka | Diváků: 7 000 Rozhodčí: Pavel Mikula, Milan Minář |

7. utkání
| 20. března 2013 | HC Škoda Plzeň | 4:3             | HC Verva Litvínov | ČEZ Aréna |
| 19:00           | HC Škoda Plzeň | (1:0, 1:3, 2:0) | HC Verva Litvínov |           |

| Souhrn zápasu Report | Souhrn zápasu Report                                                           | Souhrn zápasu Report | Souhrn zápasu Report                                        | Souhrn zápasu Report                             |
| -------------------- | ------------------------------------------------------------------------------ | -------------------- | ----------------------------------------------------------- | ------------------------------------------------ |
|                      | 19:23 Tomáš Slovák 27:10 Jan Kovář 40:53 Pavel Kašpařík 51:11 Nicholas Johnson |                      | 23:27 Zbyněk Sklenička 31:07 Viktor Hübl 38:02 Marek Posmyk | Diváků: 7 992 Rozhodčí: Martin Fraňo, Jan Hribik |

Do semifinále postoupil tým HC Škoda Plzeň, když zvítězil 4:3 na zápasy.

#### HC Oceláři Třinec(4.) –HC Sparta Praha(5.)
1. utkání
| 8. března 2013 | HC Oceláři Třinec | 4:0             | HC Sparta Praha | Werk Arena |
| 18:15          | HC Oceláři Třinec | (1:0, 2:0, 1:0) | HC Sparta Praha |            |

| Souhrn zápasu Report | Souhrn zápasu Report                                                        | Souhrn zápasu Report | Souhrn zápasu Report | Souhrn zápasu Report                              |
| -------------------- | --------------------------------------------------------------------------- | -------------------- | -------------------- | ------------------------------------------------- |
|                      | 01:57 Martin Adamský 21:10 Lukáš Zíb 30:29 Martin Růžička 48:17 Jan Peterek |                      |                      | Diváků: 4 372 Rozhodčí: Martin Fraňo, René Hradil |

2. utkání
| 9. března 2013 | HC Oceláři Třinec | 3:4 (SN)                    | HC Sparta Praha | Werk Arena |
| 17:00          | HC Oceláři Třinec | (0:1, 1:1, 2:1 - 0:0 - 0:1) | HC Sparta Praha |            |

| Souhrn zápasu Report | Souhrn zápasu Report                                      | Souhrn zápasu Report | Souhrn zápasu Report                                                            | Souhrn zápasu Report                               |
| -------------------- | --------------------------------------------------------- | -------------------- | ------------------------------------------------------------------------------- | -------------------------------------------------- |
|                      | 29:25 Martin Adamský 43:18 Jan Peterek 55:09 Josef Hrabal |                      | 12:50 Michal Broš 27:22 Petr Tenkrát 59:23 Peter Jánský rozhodující SN Petr Ton | Diváků: 4 956 Rozhodčí: Antonín Jeřábek, Robin Šír |

3. utkání
| 12. března 2013 | HC Sparta Praha | 3:4             | HC Oceláři Třinec | Tipsport Arena |
| 18:15           | HC Sparta Praha | (0:0, 2:2, 1:2) | HC Oceláři Třinec |                |

| Souhrn zápasu Report | Souhrn zápasu Report                                    | Souhrn zápasu Report | Souhrn zápasu Report                                                     | Souhrn zápasu Report                                  |
| -------------------- | ------------------------------------------------------- | -------------------- | ------------------------------------------------------------------------ | ----------------------------------------------------- |
|                      | 24:51 Petr Tenkrát 32:39 Petr Tenkrát 49:51 Karel Pilař |                      | 33:37 Jan Peterek 34:55 Václav Varaďa 49:30 Lukáš Zíb 53:34 Daniel Rákos | Diváků: 9 106 Rozhodčí: Pavel Hodek, Vladimír Šindler |

4. utkání
| 13. března 2013 | HC Sparta Praha | 5:4 (SN)                    | HC Oceláři Třinec | Tipsport Arena |
| 18:30           | HC Sparta Praha | (2:2, 1:1, 1:1 - 0:0 - 4:3) | HC Oceláři Třinec |                |

| Souhrn zápasu Report | Souhrn zápasu Report                                                                                 | Souhrn zápasu Report | Souhrn zápasu Report                                                           | Souhrn zápasu Report                                   |
| -------------------- | --- | -------------------- | ------------------------------------------------------------------------------ | ------------------------------------------------------ |
|                      | 07:16 Miroslav Forman 13:20 Karel Pilař 29:04 Karel Pilař 59:27 Petr Ton rozhodující SN Petr Tenkrát |                      | 04:15 Martin Adamský 05:53 Erik Hrňa 21:43 Martin Adamský 49:27 Martin Adamský | Diváků: 10 042 Rozhodčí: Martin Fraňo, Vladimír Pešina |

5. utkání
| 16. března 2013 | HC Oceláři Třinec | 6:3             | HC Sparta Praha | Werk Arena |
| 17:00           | HC Oceláři Třinec | (2:1, 2:1, 2:1) | HC Sparta Praha |            |

| Souhrn zápasu Report | Souhrn zápasu Report                                                                                            | Souhrn zápasu Report | Souhrn zápasu Report                                 | Souhrn zápasu Report                                |
| -------------------- | --- | -------------------- | ---------------------------------------------------- | --------------------------------------------------- |
|                      | 07:45 Martin Růžička 11:41 Martin Adamský 26:02 Erik Hrňa 30:26 Lukáš Zíb 48:40 Marek Zagrapan 58:18 Radek Bonk |                      | 19:16 Karel Pilař 31:16 Petr Ton 55:59 Sacha Treille | Diváků: 5 112 Rozhodčí: Jan Hribik, Antonín Jeřábek |

6. utkání
| 18. března 2013 | HC Sparta Praha | 3:1             | HC Oceláři Třinec | Tipsport Arena |
| 19:10           | HC Sparta Praha | (1:0, 1:1, 1:0) | HC Oceláři Třinec |                |

| Souhrn zápasu Report | Souhrn zápasu Report                                       | Souhrn zápasu Report | Souhrn zápasu Report | Souhrn zápasu Report                           |
| -------------------- | ---------------------------------------------------------- | -------------------- | -------------------- | ---------------------------------------------- |
|                      | 12:48 Karel Pilař 34:41 Zdeněk Bahenský 55:01 Peter Jánský |                      | 35:40 Marek Zagrapan | Diváků: 9 880 Rozhodčí: Robin Šír, Pavel Hodek |

7. utkání
| 20. března 2013 | HC Oceláři Třinec | 5:0             | HC Sparta Praha | Werk Arena |
| 17:00           | HC Oceláři Třinec | (1:0, 2:0, 2:0) | HC Sparta Praha |            |

| Souhrn zápasu Report | Souhrn zápasu Report                                                                                | Souhrn zápasu Report | Souhrn zápasu Report | Souhrn zápasu Report                                      |
| -------------------- | --------------------------------------------------------------------------------------------------- | -------------------- | -------------------- | --------------------------------------------------------- |
|                      | 09:28 Martin Růžička 28:38 David Květoň 39:28 Jakub Orsava 55:34 Martin Adamský 58:08 Václav Varaďa |                      |                      | Diváků: 4 722 Rozhodčí: Vladimír Šindler, Antonín Jeřábek |

Do semifinále postoupil tým HC Oceláři Třinec, když zvítězil 4:3 na zápasy.

### Semifinále

#### PSG Zlín(1.) –HC Oceláři Třinec(4.)
1. utkání
| 26. března 2013 | PSG Zlín | 3:1             | HC Oceláři Třinec | Zimní stadion Luďka Čajky |
| 18:15           | PSG Zlín | (1:1, 1:0, 1:0) | HC Oceláři Třinec |                           |

| Souhrn zápasu Report | Souhrn zápasu Report                                       | Souhrn zápasu Report | Souhrn zápasu Report | Souhrn zápasu Report                                |
| -------------------- | ---------------------------------------------------------- | -------------------- | -------------------- | --------------------------------------------------- |
|                      | 10:29 Bedřich Köhler 28:44 Petr Leška 43:53 Martin Hamrlík |                      | 19:11 Tomáš Klimenta | Diváků: 5 772 Rozhodčí: Martin Homola, Martin Fraňo |

2. utkání
| 27. března 2013 | PSG Zlín | 2:6             | HC Oceláři Třinec | Zimní stadion Luďka Čajky |
| 18:15           | PSG Zlín | (0:4, 1:1, 1:1) | HC Oceláři Třinec |                           |

| Souhrn zápasu Report | Souhrn zápasu Report                  | Souhrn zápasu Report | Souhrn zápasu Report                                                                                                  | Souhrn zápasu Report                             |
| -------------------- | ------------------------------------- | -------------------- | --- | ------------------------------------------------ |
|                      | 38:33 Bedřich Köhler 41:45 Tomáš Fořt |                      | 10:03 Martin Růžička 14:33 David Květoň 16:11 Tomáš Klimenta 16:37 Radek Bonk 27:42 Václav Varaďa 47:20 Jiří Polanský | Diváků: 6 104 Rozhodčí: Pavel Hodek, Roman Polák |

3. utkání
| 30. března 2013 | HC Oceláři Třinec | 3:4 (SN)                    | PSG Zlín | Werk Arena |
| 17:00           | HC Oceláři Třinec | (0:1, 1:1, 2:1 - 0:0 - 0:1) | PSG Zlín |            |

| Souhrn zápasu Report | Souhrn zápasu Report                                     | Souhrn zápasu Report | Souhrn zápasu Report                                                           | Souhrn zápasu Report                                      |
| -------------------- | -------------------------------------------------------- | -------------------- | ------------------------------------------------------------------------------ | --------------------------------------------------------- |
|                      | 38:58 Jan Peterek 52:29 Tomáš Klimenta 55:46 Jan Peterek |                      | 15:58 Filip Čech 34:16 Petr Čajánek 48:42 Petr Leška rozhodující SN Filip Čech | Diváků: 5 200 Rozhodčí: Vladimír Šindler, Antonín Jeřábek |

4. utkání
| 31. března 2013 | HC Oceláři Třinec | 1:2 (SN)                    | PSG Zlín | Werk Arena |
| 18:15           | HC Oceláři Třinec | (1:1, 0:0, 0:0 - 0:0 - 0:1) | PSG Zlín |            |

| Souhrn zápasu Report | Souhrn zápasu Report | Souhrn zápasu Report | Souhrn zápasu Report                          | Souhrn zápasu Report                             |
| -------------------- | -------------------- | -------------------- | --------------------------------------------- | ------------------------------------------------ |
|                      | 15:14 Martin Adamský |                      | 15:48 Jiří Ondráček rozhodující SN Petr Leška | Diváků: 4 612 Rozhodčí: Martin Fraňo, Jan Hribik |

5. utkání
| 2. dubna 2013 | PSG Zlín | 1:6             | HC Oceláři Třinec | Zimní stadion Luďka Čajky |
| 18:15         | PSG Zlín | (1:1, 0:5, 0:0) | HC Oceláři Třinec |                           |

| Souhrn zápasu Report | Souhrn zápasu Report   | Souhrn zápasu Report | Souhrn zápasu Report                                                                                               | Souhrn zápasu Report                                  |
| -------------------- | ---------------------- | -------------------- | --- | ----------------------------------------------------- |
|                      | 05:46 Marek Melenovský |                      | 06:36 Martin Růžička 20:43 Martin Růžička 28:34 Radek Bonk 29:46 Lukáš Zíb 30:24 David Květoň 35:23 Ctirad Ovčačík | Diváků: 6 161 Rozhodčí: René Hradil, Vladimír Šindler |

6. utkání
| 4. dubna 2013 | HC Oceláři Třinec | 3:4             | PSG Zlín | Werk Arena |
| 18:15         | HC Oceláři Třinec | (0:1, 1:1, 2:2) | PSG Zlín |            |

| Souhrn zápasu Report | Souhrn zápasu Report                               | Souhrn zápasu Report | Souhrn zápasu Report                                                               | Souhrn zápasu Report                                  |
| -------------------- | -------------------------------------------------- | -------------------- | ---------------------------------------------------------------------------------- | ----------------------------------------------------- |
|                      | 26:32 Radek Bonk 54:22 Lukáš Zíb 28:28 Jan Peterek |                      | 00:25 Petr Leška 24:07 Jaroslav Balaštík 48:38 Jaroslav Balaštík 49:28 Zdeněk Okál | Diváků: 4 806 Rozhodčí: Martin Fraňo, Antonín Jeřábek |

Do finále postoupil tým PSG Zlín, když zvítězil 4:2 na zápasy.

#### HC Slavia Praha(2.) –HC Škoda Plzeň(3.)
1. utkání
| 24. března 2013 | HC Slavia Praha | 3:0             | HC Škoda Plzeň | O2 arena |
| 17:15           | HC Slavia Praha | (0:0, 1:0, 2:0) | HC Škoda Plzeň |          |

| Souhrn zápasu Report | Souhrn zápasu Report                                   | Souhrn zápasu Report | Souhrn zápasu Report | Souhrn zápasu Report                                  |
| -------------------- | ------------------------------------------------------ | -------------------- | -------------------- | ----------------------------------------------------- |
|                      | 35:31 Tomáš Hertl 47:54 Petr Jelínek 56:47 Lukáš Žejdl |                      |                      | Diváků: 10 325 Rozhodčí: Antonín Jeřábek, René Hradil |

2. utkání
| 25. března 2013 | HC Slavia Praha | 0:1             | HC Škoda Plzeň | O2 arena |
| 18:15           | HC Slavia Praha | (0:1, 0:0, 0:0) | HC Škoda Plzeň |          |

| Souhrn zápasu Report | Souhrn zápasu Report | Souhrn zápasu Report | Souhrn zápasu Report | Souhrn zápasu Report                              |
| -------------------- | -------------------- | -------------------- | -------------------- | ------------------------------------------------- |
|                      |                      |                      | 03:06 Jan Schleiss   | Diváků: 9 469 Rozhodčí: Martin Fraňo, Petr Lacina |

3. utkání
| 28. března 2013 | HC Škoda Plzeň | 4:2             | HC Slavia Praha | ČEZ Aréna |
| 18:15           | HC Škoda Plzeň | (2:0, 1:0, 1:2) | HC Slavia Praha |           |

| Souhrn zápasu Report | Souhrn zápasu Report                                                             | Souhrn zápasu Report | Souhrn zápasu Report                 | Souhrn zápasu Report                                  |
| -------------------- | -------------------------------------------------------------------------------- | -------------------- | ------------------------------------ | ----------------------------------------------------- |
|                      | 19:34 Tomáš Vlasák 19:59 Ondřej Kratěna 26:27 Martin Straka 59:01 Ondřej Kratěna |                      | 49:31 Marek Tomica 58:12 Petr Kadlec | Diváků: 7 526 Rozhodčí: Antonín Jeřábek, Pavel Mikula |

4. utkání
| 29. března 2013 | HC Škoda Plzeň | 2:3             | HC Slavia Praha | ČEZ Aréna |
| 19:00           | HC Škoda Plzeň | (1:1, 1:1, 0:1) | HC Slavia Praha |           |

| Souhrn zápasu Report | Souhrn zápasu Report                 | Souhrn zápasu Report | Souhrn zápasu Report                                    | Souhrn zápasu Report                           |
| -------------------- | ------------------------------------ | -------------------- | ------------------------------------------------------- | ---------------------------------------------- |
|                      | 17:14 Ondřej Kratěna 20:21 Jan Kovář |                      | 15:31 Marek Tomica 29:29 Petr Kadlec 50:12 David Skokan | Diváků: 8 236 Rozhodčí: Milan Minář, Robin Šír |

5. utkání
| 1. dubna 2013 | HC Slavia Praha | 4:5             | HC Škoda Plzeň | O2 arena |
| 18:15         | HC Slavia Praha | (2:2, 1:0, 0:2) | HC Škoda Plzeň |          |

| Souhrn zápasu Report | Souhrn zápasu Report                                                       | Souhrn zápasu Report | Souhrn zápasu Report                                                                        | Souhrn zápasu Report                                 |
| -------------------- | -------------------------------------------------------------------------- | -------------------- | ------------------------------------------------------------------------------------------- | ---------------------------------------------------- |
|                      | 18:47 Tomáš Hertl 19:35 Petr Jelínek 38:44 Michal Kempný 54:00 Tomáš Hertl |                      | 14:30 Jan Kovář 19:50 Václav Pletka 43:21 Ondřej Kratěna 44:21 Jan Kovář 59:26 Tomáš Vlasák | Diváků: 12 668 Rozhodčí: Jan Hribik, Vladimír Pešina |

6. utkání
| 3. dubna 2013 | HC Škoda Plzeň | 4:2             | HC Slavia Praha | ČEZ Aréna |
| 17:30         | HC Škoda Plzeň | (1:1, 1:1, 2:0) | HC Slavia Praha |           |

| Souhrn zápasu Report | Souhrn zápasu Report                                                            | Souhrn zápasu Report | Souhrn zápasu Report                     | Souhrn zápasu Report                                |
| -------------------- | ------------------------------------------------------------------------------- | -------------------- | ---------------------------------------- | --------------------------------------------------- |
|                      | 06:49 Jiří Hanzlík 29:02 Jan Kovář 46:08 Nicolas St. Pierre 58:56 Martin Straka |                      | 19:17 Petr Kadlec 31:57 Vladimír Růžička | Diváků: 8 236 Rozhodčí: Jan Hribik, Vladimír Pešina |

Do finále postoupil tým HC Škoda Plzeň, když zvítězil 4:2 na zápasy.

### Finále

#### PSG Zlín(1.) –HC Škoda Plzeň(3.)
1. utkání
| 9. dubna 2013 | PSG Zlín | 0:3             | HC Škoda Plzeň | Zimní stadion Luďka Čajky |
| 18:15         | PSG Zlín | (0:1, 0:1, 0:1) | HC Škoda Plzeň |                           |

| Souhrn zápasu Report | Souhrn zápasu Report | Souhrn zápasu Report | Souhrn zápasu Report                                  | Souhrn zápasu Report                                  |
| -------------------- | -------------------- | -------------------- | ----------------------------------------------------- | ----------------------------------------------------- |
|                      |                      |                      | 13:26 Jozef Balej 37:46 Jan Kovář 41:43 Václav Pletka | Diváků: 6 641 Rozhodčí: Martin Fraňo, Antonín Jeřábek |

2. utkání
| 10. dubna 2013 | PSG Zlín | 3:2 (SN)                    | HC Škoda Plzeň | Zimní stadion Luďka Čajky |
| 17:30          | PSG Zlín | (1:1, 1:1, 0:0 - 0:0 - 1:0) | HC Škoda Plzeň |                           |

| Souhrn zápasu Report | Souhrn zápasu Report                                                | Souhrn zápasu Report | Souhrn zápasu Report                   | Souhrn zápasu Report                                |
| -------------------- | ------------------------------------------------------------------- | -------------------- | -------------------------------------- | --------------------------------------------------- |
|                      | 13:10 Zdeněk Okál 37:55 Jaroslav Balaštík rozhodující SN Petr Leška |                      | 03:27 Martin Straka 22:32 Jiří Hanzlík | Diváků: 6 641 Rozhodčí: Jan Hribik, Vladimír Pešina |

3. utkání
| 13. dubna 2013 | HC Škoda Plzeň | 0:3             | PSG Zlín | ČEZ Aréna |
| 14:45          | HC Škoda Plzeň | (0:2, 0:1, 0:0) | PSG Zlín |           |

| Souhrn zápasu Report | Souhrn zápasu Report | Souhrn zápasu Report | Souhrn zápasu Report                                        | Souhrn zápasu Report                             |
| -------------------- | -------------------- | -------------------- | ----------------------------------------------------------- | ------------------------------------------------ |
|                      |                      |                      | 13:24 Martin Hamrlík 15:56 Milan Kostourek 30:49 Filip Čech | Diváků: 8 236 Rozhodčí: René Hradil, Milan Minář |

4. utkání
| 14. dubna 2013 | HC Škoda Plzeň | 5:2             | PSG Zlín | ČEZ Aréna |
| 18:15          | HC Škoda Plzeň | (2:1, 3:1, 0:0) | PSG Zlín |           |

| Souhrn zápasu Report | Souhrn zápasu Report                                                                            | Souhrn zápasu Report | Souhrn zápasu Report                 | Souhrn zápasu Report                                  |
| -------------------- | ----------------------------------------------------------------------------------------------- | -------------------- | ------------------------------------ | ----------------------------------------------------- |
|                      | 14:06 Jozef Balej 14:37 Martin Straka 24:03 Jakub Jeřábek 27:00 Tomáš Vlasák 37:30 Tomáš Sýkora |                      | 09:46 Tomáš Linhart 26:41 Petr Holík | Diváků: 8 236 Rozhodčí: Martin Fraňo, Antonín Jeřábek |

5. utkání
| 17. dubna 2013 | PSG Zlín | 1:2             | HC Škoda Plzeň | Zimní stadion Luďka Čajky |
| 18:15          | PSG Zlín | (1:0, 0:1, 0:1) | HC Škoda Plzeň |                           |

| Souhrn zápasu Report | Souhrn zápasu Report | Souhrn zápasu Report | Souhrn zápasu Report                   | Souhrn zápasu Report                                  |
| -------------------- | -------------------- | -------------------- | -------------------------------------- | ----------------------------------------------------- |
|                      | 06:56 Bedřich Köhler |                      | 39:49 Jan Kovář 45:10 Nicholas Johnson | Diváků: 6 641 Rozhodčí: Martin Fraňo, Antonín Jeřábek |

6. utkání
| 19. dubna 2013 | HC Škoda Plzeň | 2:5             | PSG Zlín | ČEZ Aréna |
| 17:30          | HC Škoda Plzeň | (1:0, 0:2, 1:3) | PSG Zlín |           |

| Souhrn zápasu Report | Souhrn zápasu Report                     | Souhrn zápasu Report | Souhrn zápasu Report                                                                                | Souhrn zápasu Report                                        |
| -------------------- | ---------------------------------------- | -------------------- | --------------------------------------------------------------------------------------------------- | ----------------------------------------------------------- |
|                      | 10:55 Martin Straka 56:11 Ondřej Kratěna |                      | 20:39 Jiří Ondráček 20:53 Bedřich Köhler 43:59 Milan Kostourek 56:48 Petr Holík 59:44 Radim Tesařík | Diváků: 8 236 Rozhodčí: Milan Minář, Vladimír Baluška (SVK) |

7. utkání
| 21. dubna 2013 | PSG Zlín | 3:4 (PP2)                  | HC Škoda Plzeň | Zimní stadion Luďka Čajky |
| 18:15          | PSG Zlín | (0:0, 2:2, 1:1 - 0:0, 0:1) | HC Škoda Plzeň |                           |

| Souhrn zápasu Report | Souhrn zápasu Report                                         | Souhrn zápasu Report | Souhrn zápasu Report                                                         | Souhrn zápasu Report                                            |
| -------------------- | ------------------------------------------------------------ | -------------------- | ---------------------------------------------------------------------------- | --------------------------------------------------------------- |
|                      | 25:33 Jaroslav Balaštík 38:23 Jiří Ondráček 59:50 Filip Čech |                      | 21:26 Jozef Balej 35:41 Nicholas Johnson 49:47 Jan Kovář 96:15 Martin Straka | Diváků: 6 641 Rozhodčí: Vladimír Baluška (SVK), Antonín Jeřábek |

Mistrovský titul získal tým HC Škoda Plzeň, když zvítězil 4:3 na zápasy.

## Play-out (skupina o udržení)
| Vysvětlivka                                         |
| --------------------------------------------------- |
| Uhájení extraligové příslušnosti i pro další ročník |
| Účastník baráže                                     |

| Poř. | Tým                     | Z  | V  | VP | PP | P  | VG  | OG  | B  |
| ---- | ----------------------- | -- | -- | -- | -- | -- | --- | --- | -- |
| 11.  | HC Kometa Brno          | 58 | 18 | 8  | 10 | 22 | 164 | 175 | 80 |
| 12.  | HC Energie Karlovy Vary | 58 | 22 | 2  | 7  | 27 | 151 | 167 | 77 |
| 13.  | Bílí Tygři Liberec      | 58 | 18 | 4  | 12 | 24 | 154 | 189 | 74 |
| 14.  | Piráti Chomutov         | 58 | 12 | 11 | 6  | 29 | 145 | 199 | 64 |

| Datum utkání | Domácí                  | Hosté                   | Výsledek | Třetiny               | Report    |                         |                    |     |                 |  |
| ------------ | ----------------------- | ----------------------- | -------- | --------------------- | --------- | ----------------------- | ------------------ | --- | --------------- |  |
| Datum utkání | Domácí                  | Hosté                   | Výsledek | Třetiny               | 3. března | HC Energie Karlovy Vary | Bílí Tygři Liberec | 4:2 | (3:0, 1:0, 0:2) |  |
| 3. března    | HC Kometa Brno          | Piráti Chomutov         | 3:2 (PP) | (0:1, 2:1, 0:0 – 1:0) |           |                         |                    |     |                 |  |
| 8. března    | Piráti Chomutov         | Bílí Tygři Liberec      | 1:2      | (0:0, 1:1, 0:1)       |           |                         |                    |     |                 |  |
| 8. března    | HC Kometa Brno          | HC Energie Karlovy Vary | 2:1 (PP) | (1:1, 0:0, 0:0 – 1:0) |           |                         |                    |     |                 |  |
| 10. března   | HC Energie Karlovy Vary | Piráti Chomutov         | 5:6      | (2:2, 2:1, 1:3)       |           |                         |                    |     |                 |  |
| 10. března   | Bílí Tygři Liberec      | HC Kometa Brno          | 2:0      | (0:0, 1:0, 1:0)       |           |                         |                    |     |                 |  |
| 15. března   | Piráti Chomutov         | HC Kometa Brno          | 5:4 (SN) | (1:2, 2:1, 1:1 – 1:0) |           |                         |                    |     |                 |  |
| 15. března   | Bílí Tygři Liberec      | HC Energie Karlovy Vary | 5:0      | (3:0, 1:0, 1:0)       |           |                         |                    |     |                 |  |
| 17. března   | HC Energie Karlovy Vary | HC Kometa Brno          | 5:3      | (1:1, 3:1, 1:1)       |           |                         |                    |     |                 |  |
| 17. března   | Bílí Tygři Liberec      | Piráti Chomutov         | 4:3 (PP) | (0:0, 1:1, 2:2 – 1:0) |           |                         |                    |     |                 |  |
| 21. března   | Piráti Chomutov         | HC Energie Karlovy Vary | 1:3      | (0:1, 0:2, 1:0)       |           |                         |                    |     |                 |  |
| 21. března   | HC Kometa Brno          | Bílí Tygři Liberec      | 3:2      | (0:0, 2:0, 1:2)       |           |                         |                    |     |                 |  |

## Baráž o extraligu
| Vysvětlivka                                 |
| ------------------------------------------- |
| Účastník České hokejové extraligy 2013/2014 |
| Účastník 1. ligy 2013/2014                  |

| Poř. | Tým                | Z  | V | VP | PP | P | VG | OG | B  |
| ---- | ------------------ | -- | - | -- | -- | - | -- | -- | -- |
| 1.   | Piráti Chomutov    | 12 | 6 | 1  | 3  | 2 | 27 | 26 | 23 |
| 2.   | Bílí Tygři Liberec | 12 | 7 | 1  | 0  | 4 | 32 | 27 | 23 |
| 3.   | BK Mladá Boleslav  | 12 | 6 | 1  | 0  | 5 | 35 | 24 | 20 |
| 4.   | HC Olomouc         | 12 | 1 | 1  | 1  | 9 | 13 | 30 | 6  |

- Týmy Piráti Chomutov a Bílí Tygři Liberec se zachránily v extralize i pro další ročník.

| Datum utkání         | Domácí             | Hosté              | Výsledek | Třetiny                     | Report               |                    |            |     |                 |  |
| -------------------- | ------------------ | ------------------ | -------- | --------------------------- | -------------------- | ------------------ | ---------- | --- | --------------- |  |
| Datum utkání         | Domácí             | Hosté              | Výsledek | Třetiny                     | 1. kolo (24. března) | Bílí Tygři Liberec | HC Olomouc | 2:1 | (0:0, 1:1, 1:0) |  |
| 1. kolo (24. března) | Piráti Chomutov    | BK Mladá Boleslav  | 2:1      | (1:0, 1:1, 0:0)             |                      |                    |            |     |                 |  |
| 2. kolo (26. března) | HC Olomouc         | BK Mladá Boleslav  | 3:0      | (1:0, 0:0, 2:0)             |                      |                    |            |     |                 |  |
| 2. kolo (26. března) | Bílí Tygři Liberec | Piráti Chomutov    | 2:3      | (0:1, 2:1, 0:1)             |                      |                    |            |     |                 |  |
| 3. kolo (29. března) | Piráti Chomutov    | HC Olomouc         | 1:2 (SN) | (0:0, 0:0, 1:1 – 0:0 – 0:1) |                      |                    |            |     |                 |  |
| 3. kolo (29. března) | BK Mladá Boleslav  | Bílí Tygři Liberec | 7:3      | (2:2, 4:1, 1:0)             |                      |                    |            |     |                 |  |
| 4. kolo (31. března) | HC Olomouc         | Bílí Tygři Liberec | 1:3      | (0:2, 0:1, 1:0)             |                      |                    |            |     |                 |  |
| 4. kolo (31. března) | BK Mladá Boleslav  | Piráti Chomutov    | 4:3 (SN) | (2:0, 0:2, 1:1 – 0:0 – 2:1) |                      |                    |            |     |                 |  |
| 5. kolo (2. dubna)   | BK Mladá Boleslav  | HC Olomouc         | 4:2      | (2:0, 1:2, 1:0)             |                      |                    |            |     |                 |  |
| 5. kolo (2. dubna)   | Piráti Chomutov    | Bílí Tygři Liberec | 0:2      | (0:1, 0:1, 0:0)             |                      |                    |            |     |                 |  |
| 6. kolo (5. dubna)   | HC Olomouc         | Piráti Chomutov    | 2:3 (PP) | (1:1, 0:0, 1:1 – 0:1)       |                      |                    |            |     |                 |  |
| 6. kolo (5. dubna)   | Bílí Tygři Liberec | BK Mladá Boleslav  | 4:1      | (0:0, 2:1, 2:0)             |                      |                    |            |     |                 |  |
| 7. kolo (7. dubna)   | Bílí Tygři Liberec | HC Olomouc         | 6:0      | (3:0, 2:0, 1:0)             |                      |                    |            |     |                 |  |
| 7. kolo (7. dubna)   | Piráti Chomutov    | BK Mladá Boleslav  | 3:1      | (0:1, 2:0, 1:0)             |                      |                    |            |     |                 |  |
| 8. kolo (9. dubna)   | HC Olomouc         | BK Mladá Boleslav  | 1:3      | (1:2, 0:0, 0:1)             |                      |                    |            |     |                 |  |
| 8. kolo (9. dubna)   | Bílí Tygři Liberec | Piráti Chomutov    | 2:3      | (1:2, 1:0, 0:1)             |                      |                    |            |     |                 |  |
| 9. kolo (12. dubna)  | Piráti Chomutov    | HC Olomouc         | 1:0      | (0:0, 0:0, 1:0)             |                      |                    |            |     |                 |  |
| 9. kolo (12. dubna)  | BK Mladá Boleslav  | Bílí Tygři Liberec | 7:0      | (2:0, 2:0, 3:0)             |                      |                    |            |     |                 |  |
| 10. kolo (14. dubna) | HC Olomouc         | Bílí Tygři Liberec | 0:1      | (0:1, 0:0, 0:0)             |                      |                    |            |     |                 |  |
| 10. kolo (14. dubna) | BK Mladá Boleslav  | Piráti Chomutov    | 5:0      | (2:0, 1:0, 2:0)             |                      |                    |            |     |                 |  |
| 11. kolo (16. dubna) | BK Mladá Boleslav  | HC Olomouc         | 2:1      | (0:1, 1:0, 1:0)             |                      |                    |            |     |                 |  |
| 11. kolo (16. dubna) | Piráti Chomutov    | Bílí Tygři Liberec | 4:5 PP   | (1:0, 1:2, 2:2 – 0:1)       |                      |                    |            |     |                 |  |
| 12. kolo (19. dubna) | HC Olomouc         | Piráti Chomutov    | 0:4      | (0:1, 0:2, 0:1)             |                      |                    |            |     |                 |  |
| 12. kolo (19. dubna) | Bílí Tygři Liberec | BK Mladá Boleslav  | 2:0      | (0:0, 0:0, 2:0)             |                      |                    |            |     |                 |  |

## Konečná tabulka
| Pořadí           | Tým                            |
| ---------------- | ------------------------------ |
| Zlatá medaile    | HC Škoda Plzeň                 |
| Stříbrná medaile | PSG Zlín                       |
| Bronzová medaile | HC Slavia Praha                |
| 4.               | HC Oceláři Třinec              |
| 5.               | HC Sparta Praha                |
| 6.               | HC Verva Litvínov              |
| 7.               | Rytíři Kladno                  |
| 8.               | HC Vítkovice Steel             |
| 9.               | HC Mountfield České Budějovice |
| 10.              | HC ČSOB Pojišťovna Pardubice   |
| 11.              | HC Kometa Brno                 |
| 12.              | HC Energie Karlovy Vary        |
| 13.              | Piráti Chomutov                |
| 14.              | Bílí Tygři Liberec             |

| Umístění         | Mužstvo         | Hráči |
| ---------------- | --------------- | --- |
| Zlatá medaile    | HC Škoda Plzeň  | Brankáři: Marek Mazanec, Adam Svoboda, Dominik Halmoši Obránci: Dominik Boháč, Tomáš Frolo, David Havíř, Jiří Hanzlík, Jakub Houfek, Jakub Jeřábek, Vojtěch Mozík, Jakub Ruprecht, Dan Růžička, Tomáš Slovák, Nicolas St. Pierre, Jaroslav Špaček, Martin Ševc Útočníci: Jozef Balej, Michal Dvořák, Martin Heřman, Ryan Hollweg, Nicholas Johnson, Pavel Kašpařík, Jan Kovář, Ondřej Kratěna, Jakub Lev, Patrik Petruška, Václav Pletka, Pavel Sedláček, Jan Schleiss, Martin Straka, Petr Vampola, Tomáš Vlasák Trenéři: Milan Razým, Michal Straka, Jaroslav Špaček a Rudolf Pejchar |
| Stříbrná medaile | PSG Zlín        | Brankáři: Jakub Sedláček, Luboš Horčička, Libor Kašík Obránci: Martin Hamrlík, Oldřich Horák, Oldřich Kotvan, Tomáš Linhart, Martin Matějíček, Dalibor Řezníček, Petr Šenkeřík, Radim Tesařík, Tomáš Valenta, Patrik Urbanec, Petr Zámorský Útočníci: Jaroslav Balaštík, Petr Čajánek, Filip Čech, Lukáš Finsterle, Tomáš Fořt, Petr Holík, Antonín Honejsek, Bedřich Köhler, Pavel Kubiš, Petr Leška, Marek Melenovský, Zdeněk Okál, Jiří Ondráček, Jakub Šlahař, Ondřej Veselý Trenéři: Rostislav Vlach, Juraj Jurík a Richard Hrazdira                                               |
| Bronzová medaile | HC Slavia Praha | Brankáři: Dominik Furch, Miroslav Kopřiva, Jan Dlouhý Obránci: Tomáš Beňovič, Jan Dresler, Jan Holub, Petr Kadlec, Michal Kempný, Pavel Kolařík, Petr Kuboš, Jiří Kučný, Jakub Šulc Útočníci: Jan Alinč, Tomáš Hertl, Petr Jelínek, Lukáš Krenželok, Tomáš Micka, Michal Poletín, Vladimír Růžička, Jakub Sklenář, Dávid Skokan, Jan Stránský, Marek Tomica, Lukáš Žejdl Trenéři: Vladimír Růžička, Ondřej Weissmann a Josef Beránek |

## Rozhodčí

### Hlavní
- Všichni

- Petr Blecha
- Martin Fraňo
- Pavel Hodek
- Martin Homola
- René Hradil
- Jan Hribik
- Michal Hrubý
- Radek Husička
- Antonín Jeřábek
- František Kalivoda
- Petr Lacina
- Pavel Mikula
- Milan Minář
- Vladimír Pešina
- Roman Polák
- Jakub Smitka
- Vladimír Šindler
- Robin Šír
- René Trombík
- Tomáš Turčan
- Radek Wagner

### Čároví
- Všichni

- Miloš Bádal –  Roman Pouzar
- Stanislav Barvíř –  Petr Blümel
- Jaromír Bláha –  Evžen Kostka
- Jaromír Bryška –  Jiří Novák
- Václav Beneš –  Milan Štofa
- { Lukáš Bejček –  Petr Charvát
- Michal Čech –  Pavel Dřínovský
- Jiří Gebauer –  Vít Lederer
- Marek Hlavatý –  Rudolf Tošenovjan
- Aleš Hejl –  Martin Horinek
- Milan Jindra –  Přemysl Skopal
- Milan Kis –  Jiří Rozlílek
- Lukáš Podrazil –  Lukáš Kajínek
- Miroslav Lhotský –  Jiří Svoboda
- Jiří Ondráček
- Tomáš Pešek –  David Jelínek

### Hlavní
- Lars Brüggemann
- Jozef Kubuš
- Daniel Konc
- Róbert Müllner
- Jevgenij Romasko
- Vladimír Baluška
- Mikael Sjöqvist
- Daniel Stricker

### Čároví
Do sezóny 2012/13 nenastoupil žádný mezinárodní čárový rozhodčí.